# Anoka County
Anoka County er et county i den amerikanske delstat Minnesota. Anoka County ligger i den centrale del af delstaten og grænser op til Isanti County i nord, Chisago County i nordøst, Washington County og Ramsey County i sydøst, Hennepin County i sydvest og mod Sherburne County i nordvest.
Anoka Countys totale areal er 1.156 km², hvoraf 59 km² er vand. I 2000 havde Anoka County 298.084 indbyggere. Det administrative centrum er i byen Anoka.
Anoka County blev grundlagt i 1857 og har fået sit navn efter det Dakota-indiansk ord, derbetyder "begge sider".